# Startergenerator
Ein Startergenerator vereint die Funktionen von Anlasser und Lichtmaschine in einer einzigen elektrischen Maschine. Er kann damit sowohl den Verbrennungsmotor eines Kraftfahrzeugs beschleunigen (Startbetrieb), als auch bei laufendem Motor elektrischen Strom erzeugen (Generatorbetrieb). Startergeneratoren werden derzeit überwiegend bei Mildhybridfahrzeugen mit einem 48-Volt-Bordnetz verwendet.
Moderne, leistungsstarke Startergeneratoren können in Hybridelektrokraftfahrzeugen Energie sparen, indem sie beim Abbremsen des Fahrzeugs elektrische Energie in die Fahrzeugbatterie zurückspeisen und diese Energie später verwenden, um den Verbrennungsmotor zu unterstützen, wenn besonders viel Energie benötigt wird, beispielsweise beim Beschleunigen. Auch die elektrischen Antriebsmaschinen vieler Plug-in-Hybride können das Starten des Verbrennungsmotors übernehmen, da für sie das Starten allerdings nur eine Nebenfunktion ist, wird dabei nicht von Startergenerator gesprochen.
Da Startergeneratoren ständig mit dem Verbrennungsmotor verbunden sind, entfällt das beim herkömmlichen Starter übliche laute Geräusch, das beim Einspuren des Starterritzels und beim Drehen des Ritzels im Schwungrad des Verbrennungsmotors entsteht.

## Historische Startergeneratoren

### Dynastart Gleichstrom-Startergeneratoren
Startergeneratoren auf Basis von Gleichstrommotoren wurden ab 1935 unter der Markenbezeichnung Dynastart von Siba und nach 1959 (nachdem Siba von Bosch übernommen worden war) von Bosch in Serie gefertigt. Damals wurden Startergeneratoren auch als Lichtanlasser bezeichnet (von Lichtmaschine und Anlasser). Die Dynastart-Maschinen saßen ohne weiteres Getriebe direkt auf der Kurbelwelle der Motoren. Dynastart-Maschinen gab es zunächst bei DKW und später unter anderem im BMW 700, BMW 600, der BMW Isetta, Heinkel Kabine, NSU Prinz, Goggomobil, Messerschmitt Kabinenroller, AWZ P 70, Steyr-Puch 500 und 650, Steyr-Puch Haflinger und seit 1969 in der Vespa 50 Elestart.
  Die bei Kleinfahrzeugen häufig eingebauten Zweitaktmotoren können auch rückwärts laufen, wenn sie in entsprechender Drehrichtung angelassen werden. Durch einfaches Umpolen des Startergenerators konnte daher der Rückwärtsgang am Getriebe eingespart werden.
Heute wird der Markenname DynaStart von ZF Friedrichshafen für moderne Kurbelwellen-Startergeneratoren nach dem Prinzip der permanenterregten Synchronmaschine verwendet.

## Moderne Startergeneratoren
Bei modernen Hybridelektrokraftfahrzeugen unterscheidet man zwei Arten von Startergeneratoren, riemengetriebene Startergeneratoren und integrierte Startergeneratoren. Üblicherweise sind es Synchron- oder Asynchronmaschinen, die mit Drehstrom arbeiten und über einen Umrichter mit dem Gleichspannungs-Bordnetz und der Batterie verbunden werden.

### Riemengetriebene Startergeneratoren
Riemengetriebene Startergeneratoren oder Riemenstartergeneratoren (RSG, englisch Belt-Driven Starter Generator (BSG), oder Belt-Driven Integrated Starter Generator (B-ISG)) werden, wie eine herkömmliche Lichtmaschine, über einen Riementrieb mit dem Verbrennungsmotor gekoppelt. Hierfür sind geringe mechanische Änderungen am Spannsystem des Riementriebs erforderlich, da im Betrieb Leer- und Lasttrum wechseln. Als elektrische Maschine können luft- oder wassergekühlte Synchronmaschinen, Asynchronmaschinen oder Geschaltete Reluktanzmaschinen verwendet werden.
Die von einem Riemen bei vertretbaren Kosten und mechanischen Verlusten übertragbare Leistung ist jedoch gering, so dass riemengetriebene Startergeneratoren nur für Mikro- und Mildhybride einsetzbar sind.
Beispiele für Fahrzeuge mit einem Riemenstartergenerator im 12-Volt-Bordnetz sind Fahrzeuge des PSA-Konzerns mit e-HDi-Motorisierung (ab 2010, zum Beispiel Citroën C4, Citroën C5 oder Peugeot 308). Diese Fahrzeuge haben Startergeneratoren des französischen Zulieferers Valeo mit 2,2 kW Nennleistung. Auch die mhd-Modelle des Smart (Baureihe 451) haben einen 12-Volt-Riemenstartergenerator von Valeo.
Seit 2016 werden Fahrzeuge mit Riemenstartergeneratoren mit 48 Volt Betriebsspannung (Mildhybrid) in Serie gebaut. Durch die höhere Spannung können elektrische Leistungen bis zu 10 oder 15 kW realisiert werden. Derartige Systeme können im Zusammenspiel mit einer kleinen Lithium-Ionen-Batterie dazu beitragen, den Kraftstoffverbrauch durch längere Stopp-Start-Phasen, Segeln auf der Autobahn und mehr Rekuperation auf dem Prüfstand um 13 Prozent und im Stadtverkehr um mehr als 20 Prozent zu reduzieren.
Nachfolgend eine Auswahl von aktuell auf dem Markt erhältlichen 48-Volt-RSG.
| Lieferant      | Max. Leistung (elektrisch, rekuperation) | Max. Leistung (mechanisch, boost) |
| -------------- | ---------------------------------------- | --------------------------------- |
| SEG Automotive | 15 kW                                    | 12 kW                             |
| Continental AG | 16 kW                                    | 14 kW                             |
| Valeo          | 12 kW                                    | --                                |

### Integrierte Startergeneratoren
Bei stärkeren Mildhybridfahrzeugen kommen integrierte Startergeneratoren (ISG, auch Kurbelwellen-Startergenerator (KSG), englisch Crankshaft-Mounted Integrated Starter Generator (C-ISG)) zum Einsatz. Diese sitzen zwischen Verbrennungsmotor und Getriebe direkt auf der Kurbelwelle. Die übertragbare Leistung ist daher im Wesentlichen nur noch durch die Leistungsfähigkeit des Startergenerators oder des Umrichters begrenzt. Nachteilig ist, dass erhebliche mechanische Änderungen an bestehenden Systemen erforderlich sind und die Montage auf der Kurbelwelle (koaxial) eine Verlängerung des Antriebsstrangs bewirkt. Zur Erhaltung der Baulänge kann der ISG auf Kosten der Breite auch achsparellel neben dem Motor montiert und über eine Untersetzungsstufe integriert werden. Wegen der Untersetzung kann der Elektromotor auf eine höhere Drehzahl und damit leichter ausgelegt werden.
Wenn der Verbrennungsmotor über eine zusätzliche Kupplung abgekoppelt wird, entfallen Verluste durch das Motorschleppmoment. Daher kann ein integrierter Startergenerator höhere elektrische Leistungen rekuperieren als ein riemengetriebener Startergenerator. Zusätzlich ist auch elektrisches Fahren möglich.
Das erste Fahrzeug mit einem 48-Volt-ISG war 2017 die Mercedes-Benz S-Klasse (maximale mechanische Boostleistung: 16 kW).

## Vorteile von Startergeneratoren
Startergeneratoren, die heute in der Regel als permanenterregte Synchronmaschinen gebaut werden, haben einen wesentlich höheren Wirkungsgrad als Lichtmaschinen und eine große Leistungsdichte.

### Startvorgang
Beim Startvorgang haben Startergeneratoren viele Vorteile gegenüber konventionellen Systemen mit Anlassern. Ein herkömmlicher Anlasser beschleunigt nach dem Einspuren die Kurbelwelle auf eine bestimmte Drehzahl (um 250/min). Anschließend wird das erste Mal eingespritzt und der Verbrennungsmotor beschleunigt sich selbstständig auf über 1000/min. Dieser Vorgang dauert zum einen relativ lange und geht mit vielen störenden Vibrationen und Geräuschen einher. Ein 48-Volt-Startergenerator, bedingt durch die höhere Leistung und die permanente Verbindung mit der Kurbelwelle, kann die Kurbelwelle direkt auf 500/min oder 1000/min (ISG) beschleunigen, erst dann wird eingespritzt (Hochdrehzahlstart). Der Start mit einem Startergenerator ist deshalb für den Fahrer kaum wahrnehmbar, was die Akzeptanz von Start-Stopp-Systemen verbessert.
Der Start benötigt außerdem deutlich weniger Zeit. Während ein konventioneller Starter circa 0,8 s benötigt, schaffen dies aktuell in Serie befindliche 48-Volt-Startergeneratoren in etwa 0,5 s.
Bedingt durch den Einspurvorgang, kann ein Anlasser den Motor nur starten, wenn die Kurbelwelle steht. Somit ist ein Starten des Motors während der Fahrt problematisch und insbesondere in Change-Of-Mind-Situationen sehr langsam. Aus diesem Grund wird Start/Stopp nur bei sehr niedrigen Geschwindigkeiten aktiviert. Bei Startergeneratoren ist dies anders, diese sind permanent mit der Kurbelwelle verbunden und können so auch einen ausdrehenden Motor starten. Serienfahrzeuge mit Startergeneratoren aktivieren deshalb schon bei Geschwindigkeiten von 20 km/h die Start/Stopp-Funktion was sich positiv auf den Kraftstoffverbrauch auswirkt. Ebenso kann in bestimmten Fahrsituationen der Motor abgeschaltet werden, wenn er für den Vortrieb nicht benötigt wird (Segeln).

### Weitere Vorteile
Außer dem Anlassen des Motors bieten Startergeneratoren unter anderem auch folgende Möglichkeiten:
- Boost-Funktion; verbessertes Anfahren und Beschleunigen durch zusätzliches Drehmoment.
- Rekuperation; gegenüber herkömmlichen Lichtmaschinen erhöhte Energierückgewinnung und besserer Wirkungsgrad.
- Schwingungsdämpfung im Antriebsstrang.
- Gaspedal-Start/Stop; beim Gasgeben kann der Verbrennungsmotor gestartet und bei Gaswegnahme ausgeschaltet werden.
- Lastpunktoptimierung; der Verbrennungsmotor wird nahe am Bestpunkt der Effizienz betrieben, in dem der Startergenerator als zusätzliche Motorlast Energie erzeugt und in die Batterie einspeist oder als Motorunterstützung entnimmt.
- Abgasoptimierung; das Kaltblasen der Abgasnachbehandlung durch relativ kühle Leerlaufabgase kann durch häufiges Abstellen des Verbrennungsmotors vermieden werden.

Startergeneratoren, insbesondere als 48-Volt-Systeme, können kostengünstig die Lücke zwischen einfachen Start-Stop-Systemen und Vollhybriden schließen.